# Tambak Pocok
Tambak Pocok is een bestuurslaag in het regentschap Bangkalan van de provincie Oost-Java, Indonesië. Tambak Pocok telt 2831 inwoners (volkstelling 2010).